# The Ranch Girl's Love
The Ranch Girl's Love è un cortometraggio muto del 1912 diretto da Thomas H. Ince che aveva come interpreti Ethel Grandin e Francis Ford.

## Produzione
Il film fu prodotto dalla Bison Motion Pictures e New York Motion Picture

## Distribuzione
Distribuito dalla Motion Picture Distributors and Sales Company, il film - un cortometraggio di una bobina - uscì nelle sale cinematografiche statunitensi il 26 gennaio 1912.